# جوانه کشمیر
جوانه کشمیر (به هندی: Kashmir Ki Kali) فیلمی محصول سال ۱۹۶۴ و به کارگردانی شاکتی سامانتا است. در این فیلم بازیگرانی همچون شامی کاپور، شارمیلا تاگور، پران، نظیر حسین ایفای نقش کرده‌اند.